# Scytodes mapinguari
Scytodes mapinguari là một loài nhện trong họ Scytodidae.
Loài này thuộc chi Scytodes. Scytodes mapinguari được miêu tả năm 2004 bởi Rheims & Antonio D. Brescovit.